# Ассам Сахитья Сабха
Ассам Сахитья Сабха (ассам. অসম সাহিত্য সভা, буквально — «Литературное общество Ассама») — неправительственная некоммерческая организация, оказывающая содействие в развитии ассамского языка, ассамской литературы и культуры. Штаб-квартира организации находится в городе Джорхат, штат Ассам, Индия. Имеется около тысячи филиалов по всему штату Ассам, а также за пределами Индии. Девиз организации: «Chiro Senehi Mur Bhasa Jononi» («Мой родной язык — моя вечная любовь».)

## История
В Ассаме на протяжении 600 лет правили династии Ахом (1228—1826) и Кох (c 1515). В 1826 году Ассам попал под власть британских колониальных властей.
Современные этнографы и лингвисты оценивают, что формирование ассамской литературы началось в начале XIX века. С 1872 года в Ассаме предпринимались попытки создать организации, способствующие развитию ассамских языка, литературы и культуры.
В конечном счёте это увенчалось созданием в декабре 1917 года общества Ассам Сахитья Сабха. Первым президентом общества стал писатель и общественный деятель Падманатх Гохан Баруа, секретарём — Сарат Чандра Госвами.
В 1927 году общество учредило свой журнал — Асам Сахитья Сабха Патрика (ассам. অসম সাহিত্য সভা পত্ৰিকা), первый номер журнала появился в октябре 1927 года. Основателем и первым редактором журнала был поэт и драматург Чандрадхар Баруа.
В настоящее время конференции Ассам Сахитья Сабха проводятся раз в два года, они проходят в формате фестивалей ассамской культуры и отличаются большой пышностью, на пост президента избирается популярный писатель, пишущий на ассамском языке.

## Цели общества
- Всестороннее развитие ассамского языка, литературы и культуры;
- Публикация словарей, монографий о языках, литературе, культуре племен и народов Ассама, книг по литературоведению, собраний сочинений писателей на ассамском языке;
- Проведение исследований литературных памятников на ассамском языке;
- Оказание финансовой помощи писателям Ассама для публикации их произведений;
- Издание листовок, брошюр и других материалов, пропагандирующих ассамский язык и литературу;
- Организовывать взаимодействие между ассамской литературой и другими отраслями ассамской культуры;
- Содействие организациям, которая помогают развитию ассамских языка, литературы и культуры в штате Ассам и за его пределами.

## Фестивали Ассам Сахитья Сабха

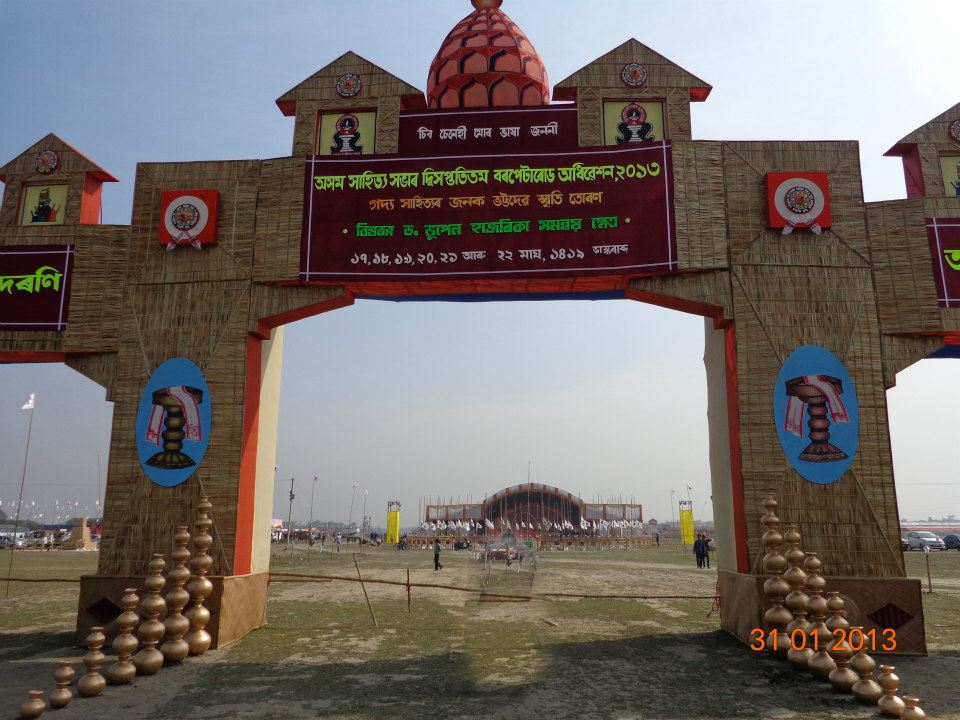
Ворота с символикой Ассам Сахитья Сабха в городе Барпета Роад, 2013

Фестивали Асам Сахитья Сабха проводятся раз в два года. Первый такой фестиваль был проведён в городе Сивасагар, штат Ассам. Фестивали представляют собой уникальные в своём роде мероприятия, в которых участвуют тысячи людей, в рамках фестивалей писатели Ассама обмениваются мнениями по актуальным проблемам, а также выступают перед публикой. В 2000 и 2002 годах были проведена специальные сессия фестиваля в городах Джорхат и Кальгачия. В 2015 году фестиваль Асам Сахитья Сабха пройдет в городе Калиабор, округ Нагаон.